# Təpəcənnət
Təpəcənnət è un comune dell'Azerbaigian situato nel distretto di Şəki. Conta una popolazione di 590 abitanti.